# Association sportive de la Garde nationale nigérienne
Ne pas confondre avec l'Association sportive Garde Nationale, un club de football de Mauritanie
L'Association sportive de la Garde nationale nigérienne (AS GNN) est un club nigérien de football basé à Niamey. Il est connu jusqu'en 2010 sous le nom d'Association sportive des forces nationales d'intervention et sécurité (AS FNIS). Il est lié à la garde nationale du Niger, corps paramilitaire des forces armées nigériennes.

## Palmarès
- Championnat du Niger
  - Champion : 2005, 2006, 2011, 2014, 2023[3], 2024

- Coupe du Niger
  - Vainqueur : 2007, 2018 et 2023
  - Finaliste : 2006 et 2009

- Supercoupe du Niger
  - Vainqueur : 2008, 2010, 2011
  - Finaliste : 2006, 2007, 2014, 2018